# Лавиротт, Жюль
Жюль Эме Лавиротт (фр. Jules Aimé Lavirotte; 25 марта 1864, Лион — 1 марта 1929, Париж) — французский архитектор, наиболее известен зданиями в стиле модерн в 7-м округе Парижа. Эти строения выделяются необычным, ярким декором с использованием скульптур и глазурованной керамической плитки на фасадах от ведущего скульптора и керамиста Александра Биго. Лавиротт трижды удостаивался премии и признания города Парижа за прекрасный фасад Дома Лавиротта на Avenue Rapp (1901), за Керамический отель на 34 Avenue de Wagram (1904), и за здание на 23 avenue de Messine (8-й округ) в 1907 году.

## Биография

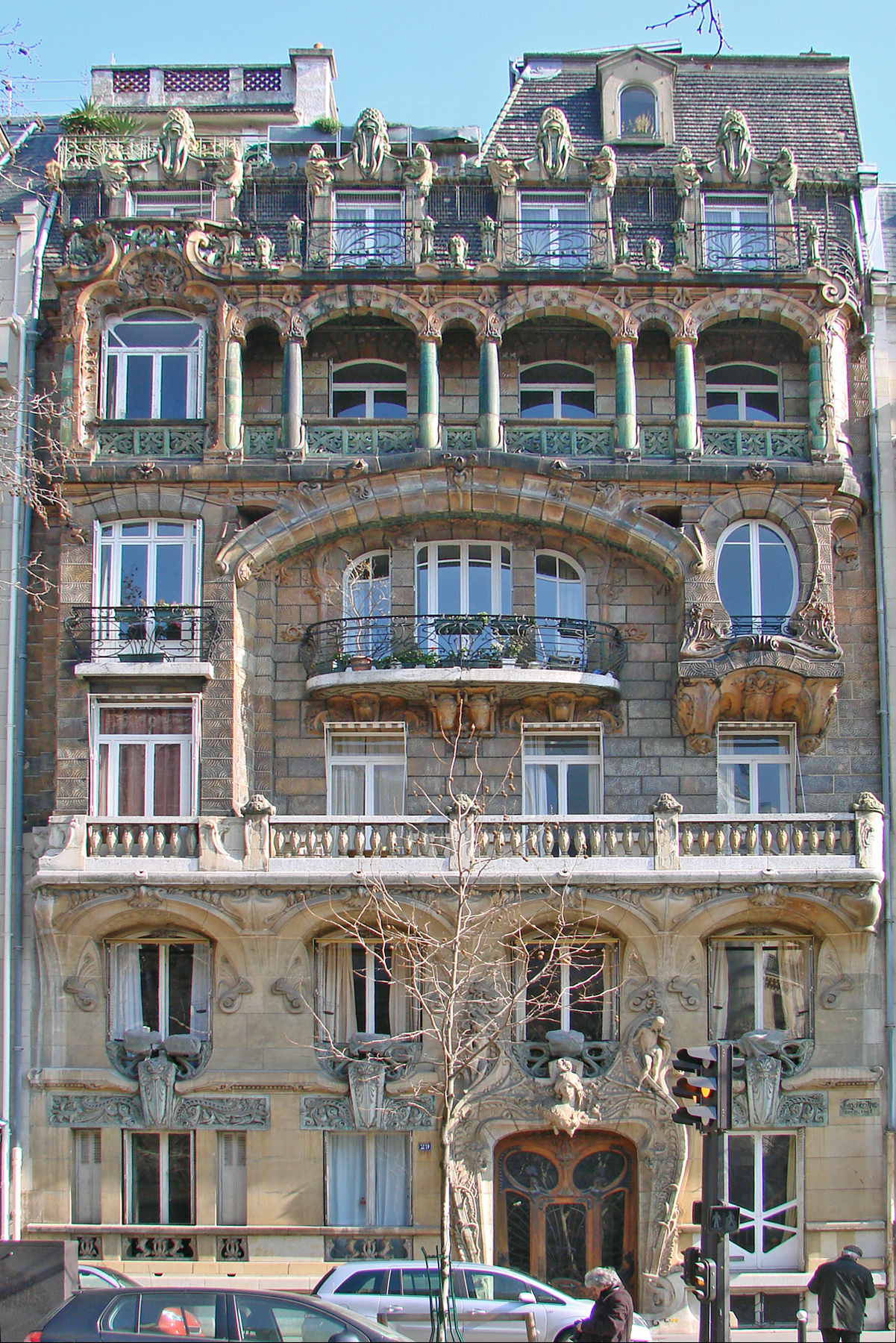
Дом Лавиротта на 29 Avenue Rapp в 7-м округе Парижа (1901).

Жюль Лавиротт родился в Лионе и поступил там в школу изящных искусств, где обучался у Антуана Жоржа Лувье (1818—1892). Позже Лавиротт под руководством Поля Блонделя (1847—1897) в 1894 году окончил со степенью архитектора парижскую Школу изящных искусств.
Первые пять зданий Лавиротт построил в 7-м округе Парижа. Три из них располагались поблизости друг от друга: находились в непосредственной близости друг от друга: 3 Rue Rapp, 29 Avenue Rapp, and 12 Rue Sedillot. Первые два здания Левиротт декорировал совместно с Александром Биго, профессором химии, который изучал технологию изготовления керамических изделий, плиток, увиденных им на Парижской выставке 1889 года. Его фирма предоставила Лавиротту украшения для его наиболее известных строений. На конкурсе фасадов в Париже главный приз несколько лет заслуженно получал Лавиротт: Дом Лавиротта (1901) на 29 Avenue Rapp известен экстравагантным скульптурным порталом; Керамическая гостиница на 34 Avenue de Wagram в 8-м округе (1904) также декорирована керамическими украшениями Биго; здание на 23 avenue de Messine в 8-м округе (1906—1907). Два последующих строения Лавиротта на 23 Avenue de Messine и 6 rue de Messine выполнены более сдержанно, не столь ярко, но с изысканным мастерством и скульптурным орнаментом. Они стали последними творениями Лавиротта в стиле модерн.
В 1904 году Лавиротт спроектировал в Тунисе виллу и замок, а также отреставрировал церковь в городе Шауа. В 1906 году в качестве эксперимента он построил недорогое бунгало на 169 Boulevard Lefebvre в 15-м округе (разрушено). В 1907 году он спроектировал виллу Дюпона, расположенную по адресу 2 rue Balzac в Франконвилле (Валь-д’Уаз), в пригороде Парижа.
Жюль Лавиротт скончался в 1924 году. Его работам долгое время не придавалось должного значения, пока в 1960-х годах модерн не открыли заново. Здания Лавиротта признаны историческими памятниками архитектуры, а их творец, наравне с Эктором Гимаром и Анри Соважем, считается одним из главных деятелей парижского модерна.

## Главные работы (1898—1899)

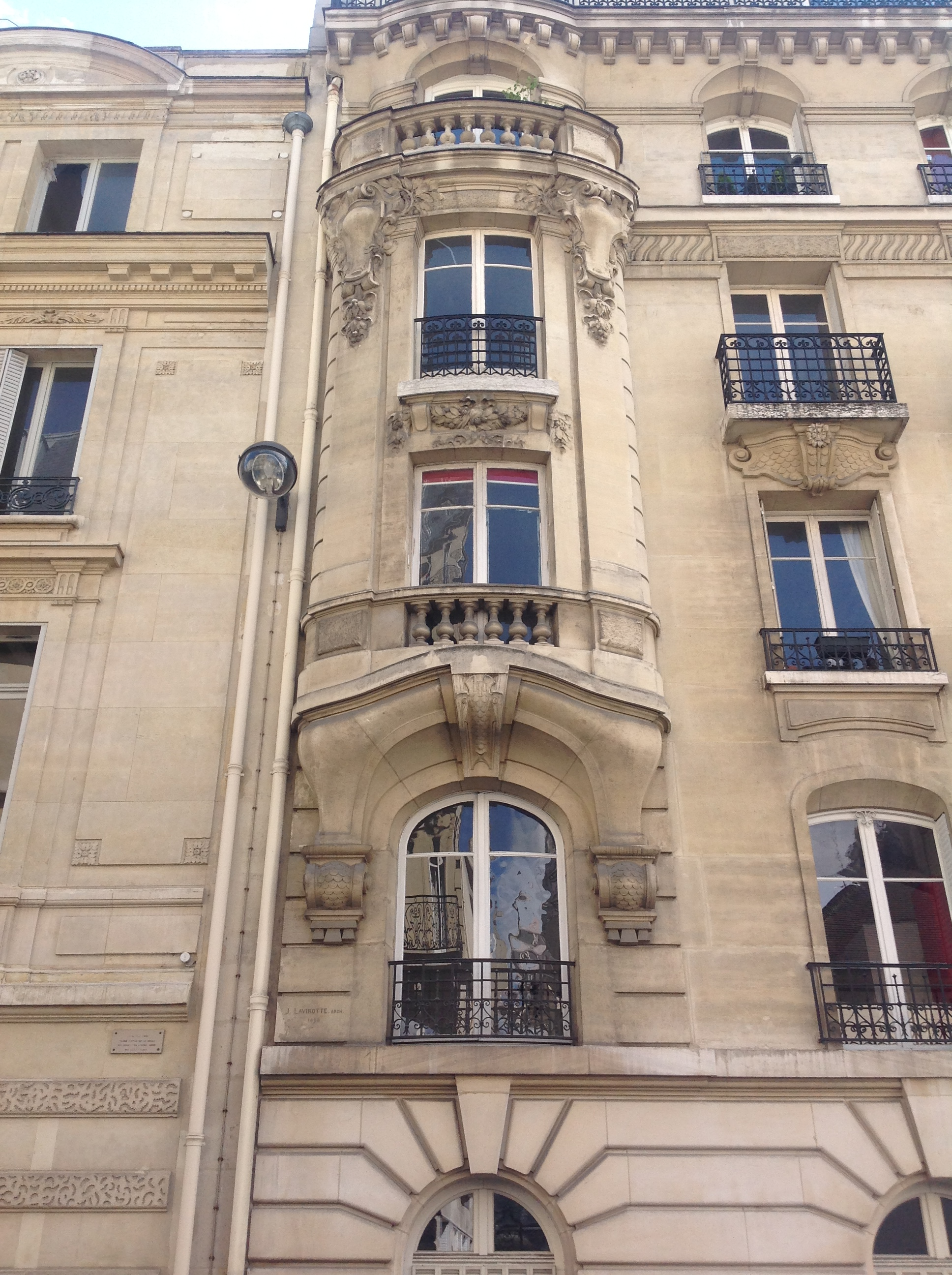
Фасад 151 rue de Grenelle (1898)
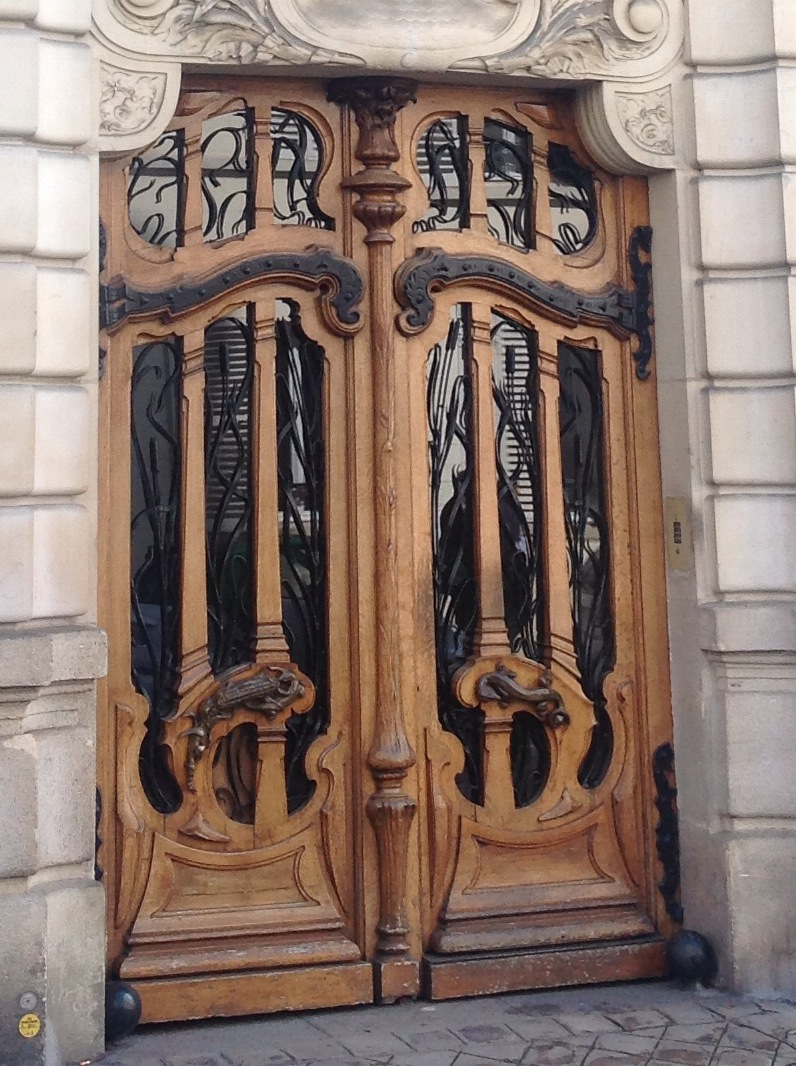
Дверь здания на 151 rue de Grenelle (1898)
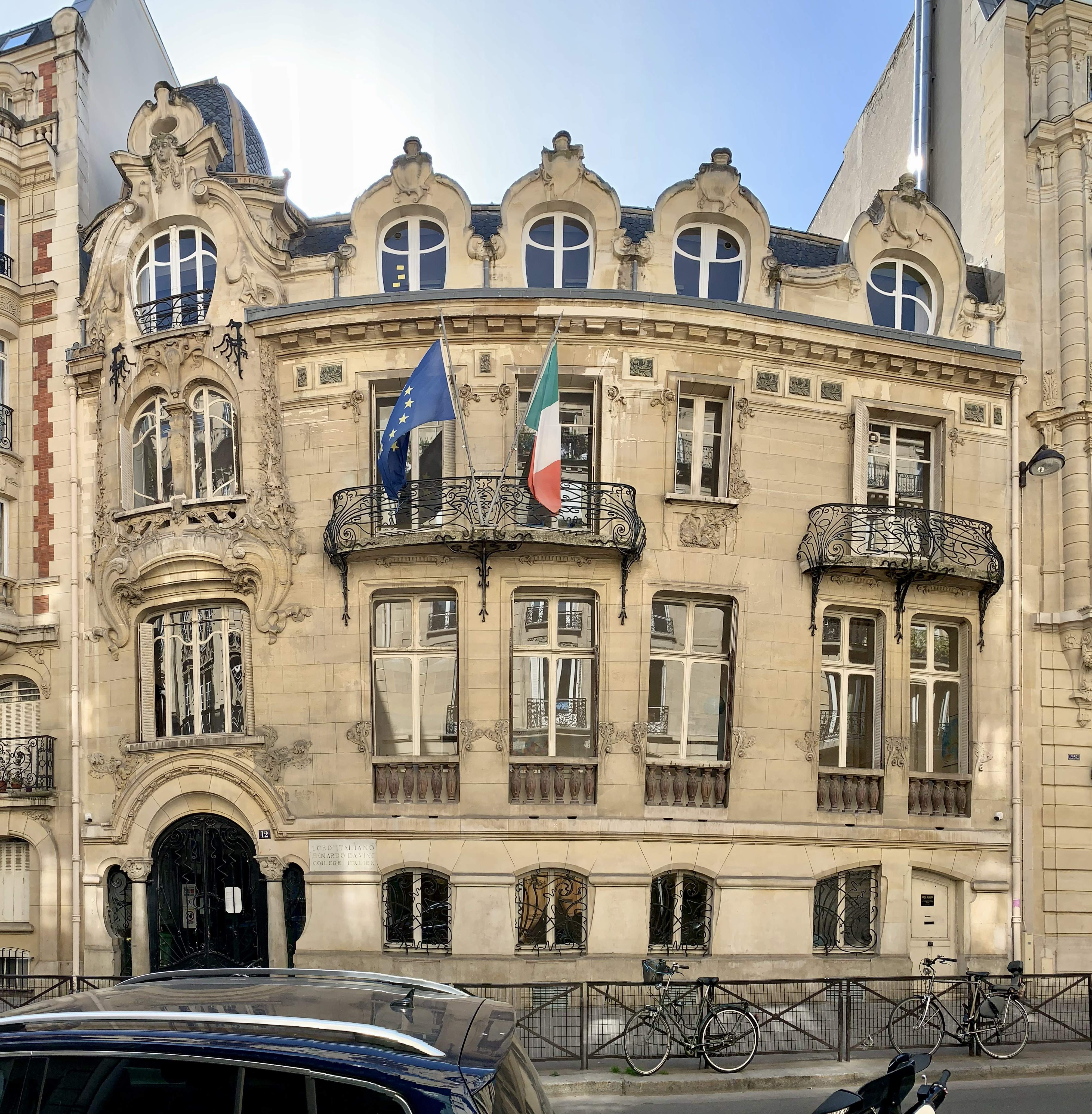
Итальянский институт Леонардо да Винчи на 12 Rue Sedillot (1899)
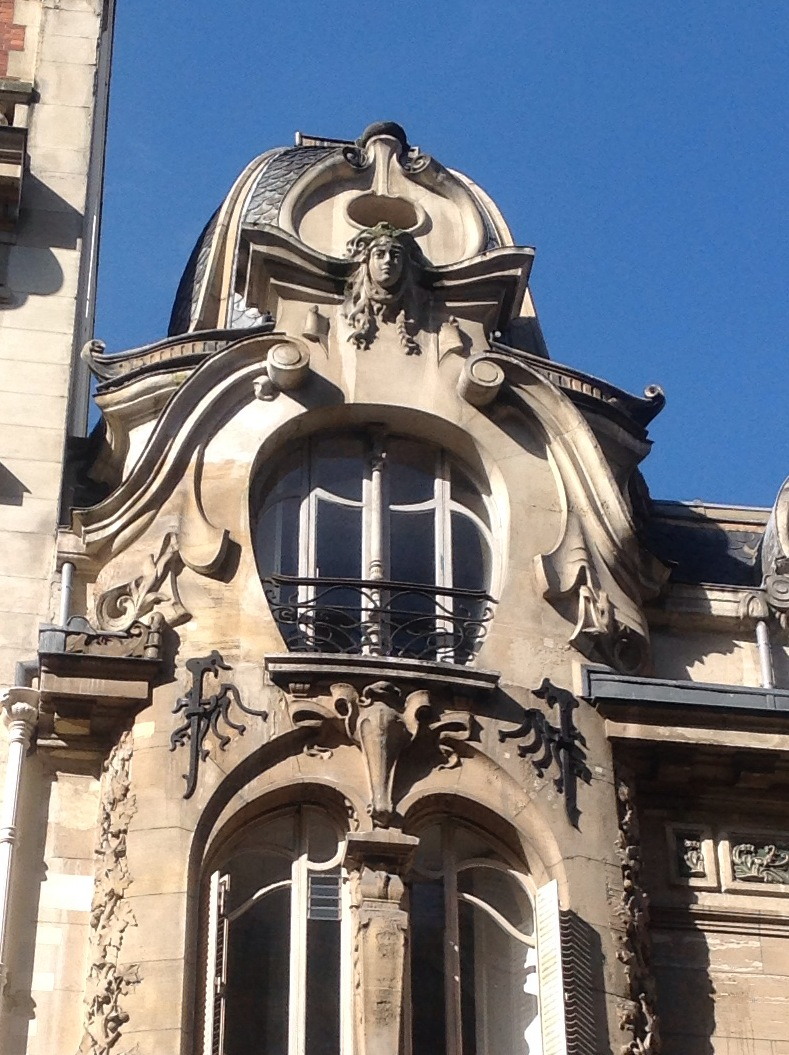
Фрагмент Итальянского лицея на Rue Sedillot (1899)

### 151 Rue de Grenelle в 7-м округе Парижа (1898)
Первое крупное здание, построенное Лавироттом. Фасад здания вдохновлён французским рококо.

### 12 Rue Sedillot в 7-м округе Парижа (1899)
Дом стоит в непосредственной близости к другим заметным строениям Лавиротта на 3 Square Rapp и 29 Avenue Rapp. Здание спроектировано по заказу графини де Монтессои, иногда называется отелем Монтессои. Его строительство завершилось в 1899 году. В 1930-х годах дом служил штаб-квартирой политической партии, затем — школой, Итальянским лицеем Леонардо-да-Винчи. Фасад схож со стилем Людовика XV со множеством декоративных элементов, керамическими колоннами на первом этаже, балконом (повторён в строениях на 3 Square Rapp и 29 Avenue Rapp). Интерьер претерпел значительные изменения во время существования в стенах школы. Изогнутая лестница с коваными перилами в стиле модерн является одним из немногих оригинальных элементов, которые сохранились до наших дней.

## Главные работы (1900—1901)

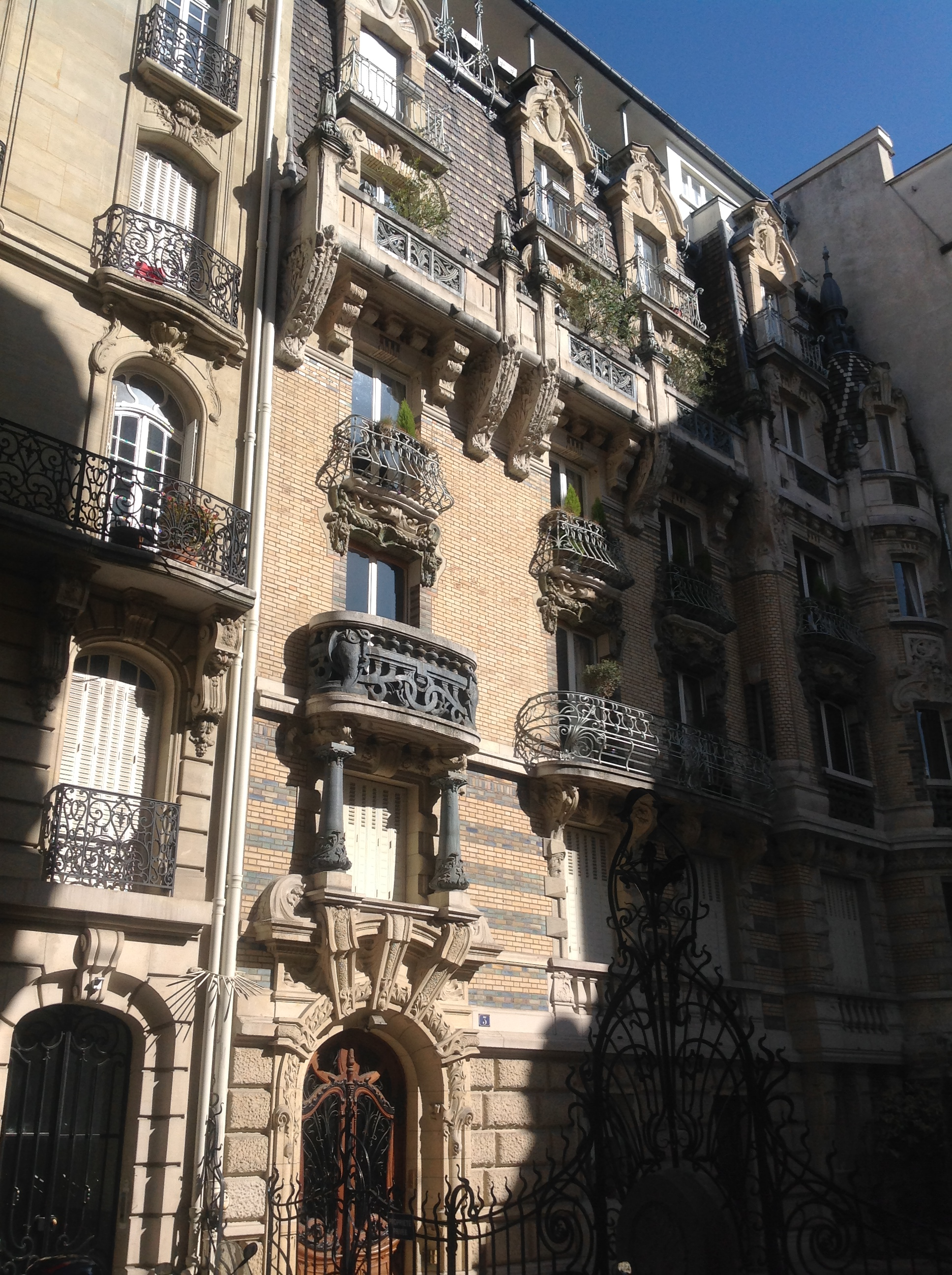
Фасад на 3 square Rapp в 7-м округе (1899-1900)
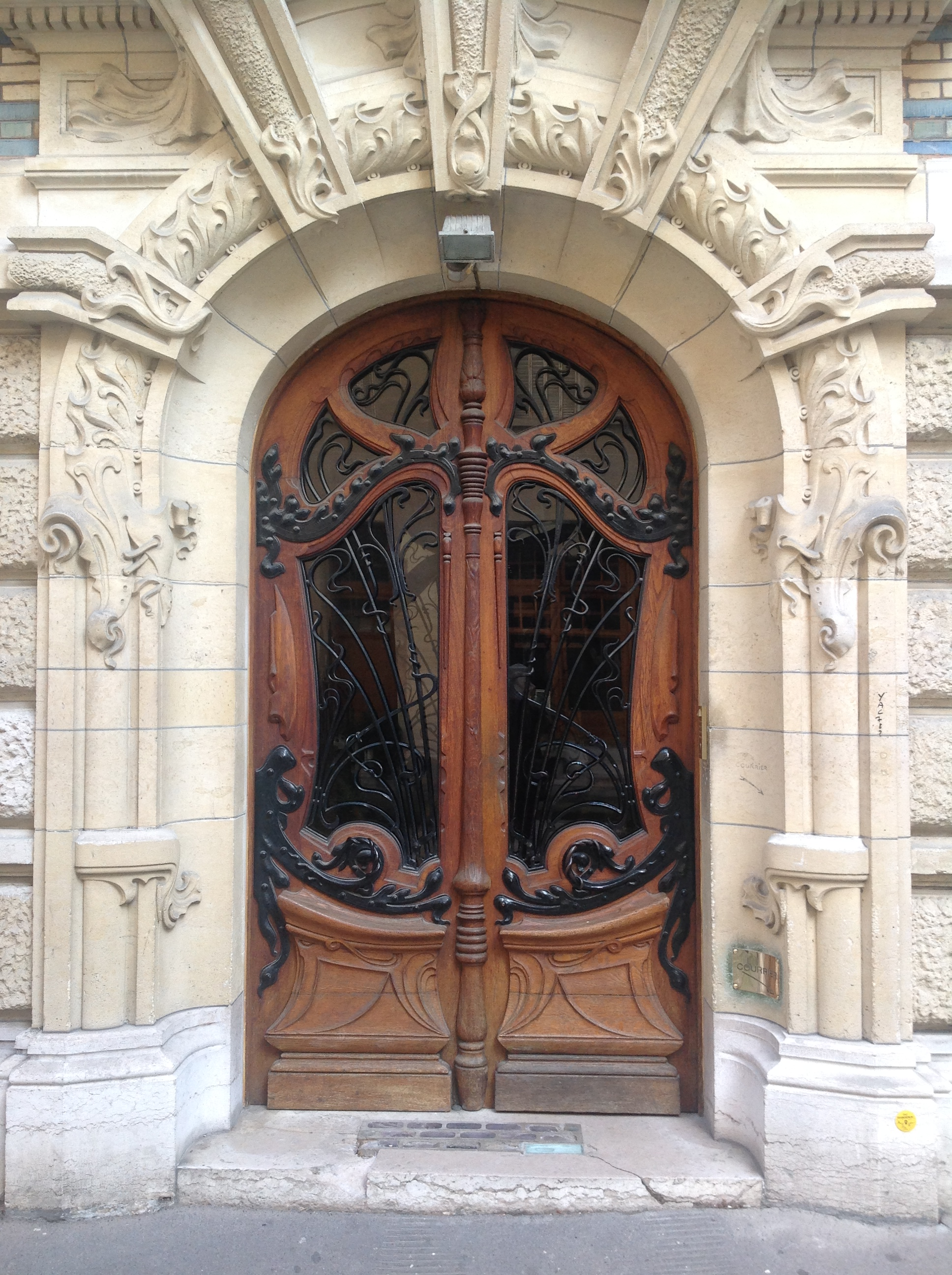
Дверь на 3 Square Rapp (1899-1900)
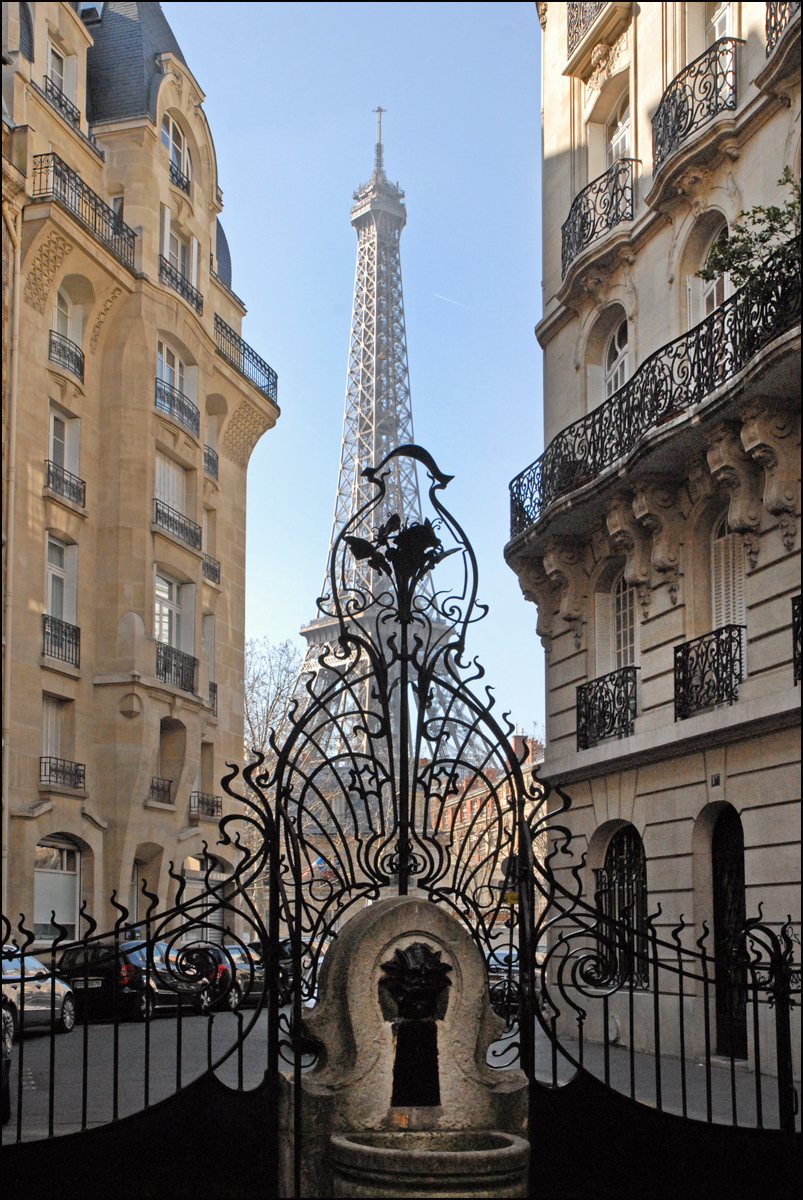
Декоративная решётка и фонтан на 3 Square Rapp с видом на Эйфелеву башню.
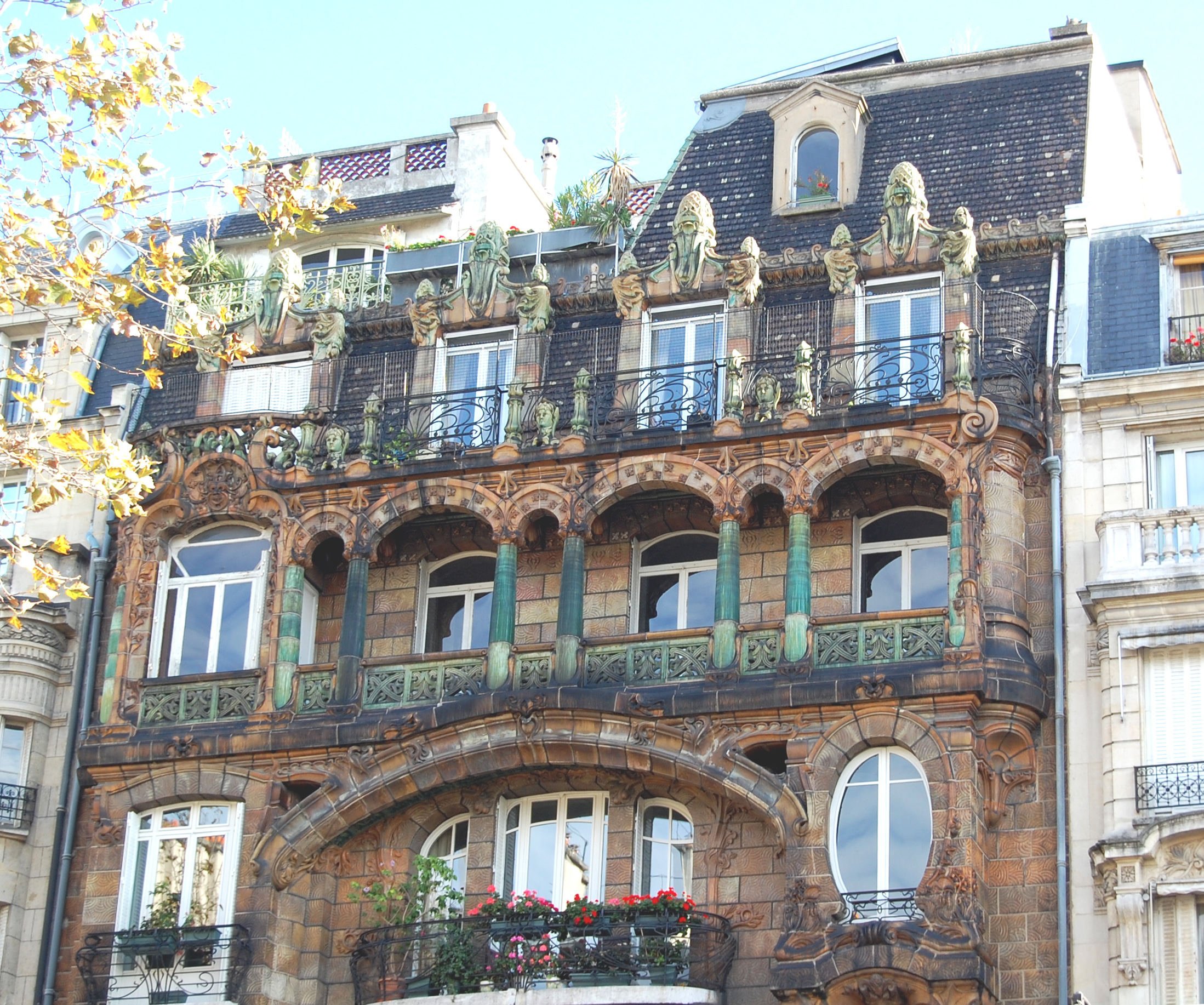
Верхние этажи Дома Лавиротта (1901)
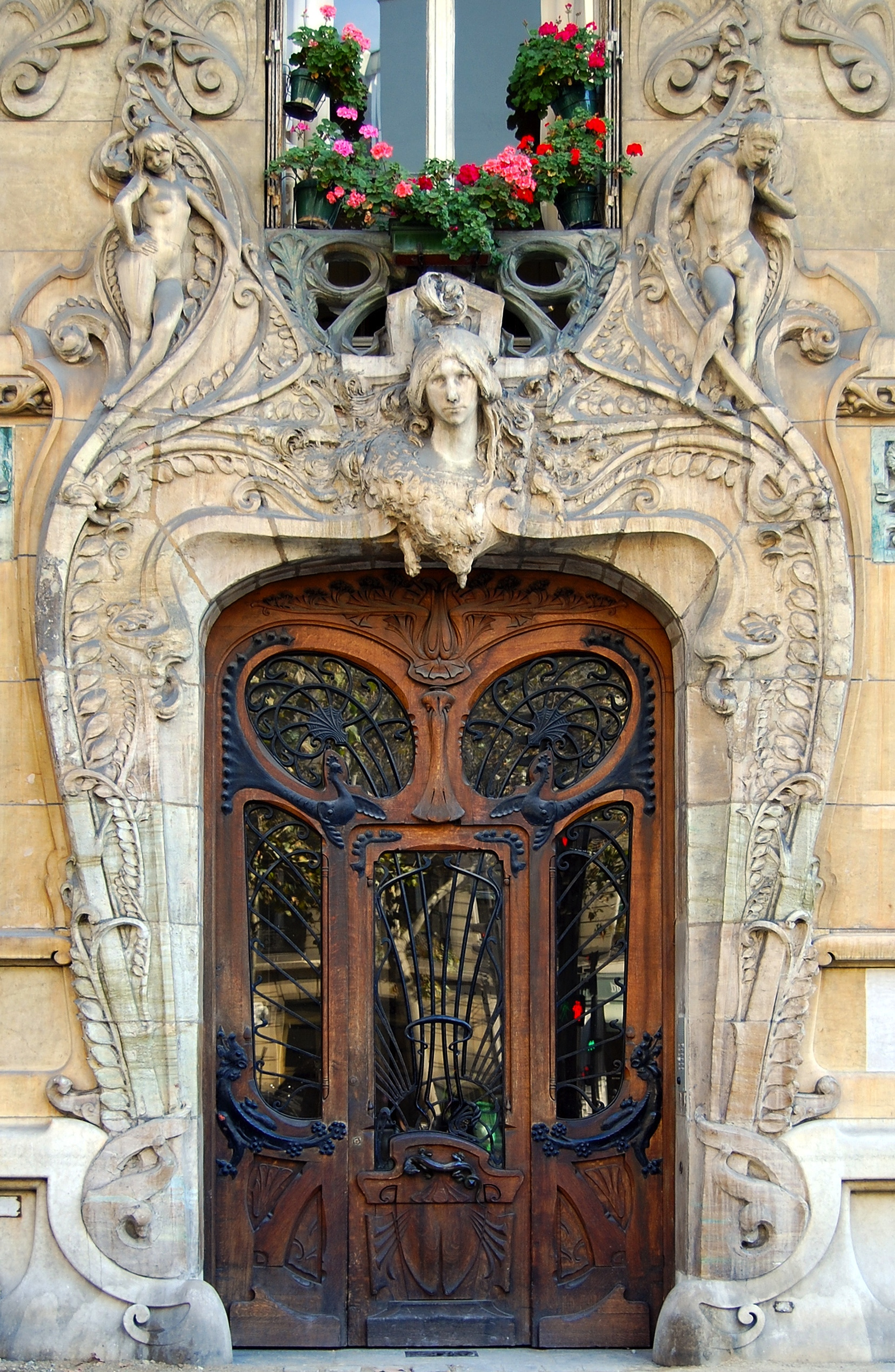
Парадный вход Дома Лавиротта (1901)

### 3 Square Rapp в 7-м округе (1899—1900)
В жилом доме на небольшой площади, сразу за углом Дома Лавиротта на Avenue Rapp проживал сам Лавиротт на пятом этаже. В данном строении прослеживается много черт стиля модерна поздних работ архитектора, включая богато украшенный дверной проём, а также заимствования из ранних архитектурных периодов и богатое украшение верхней части фасада декоративной керамической плиткой Александра Биго. Декоративная башня на углу поддерживается колонной. Здание отделено от улицы декоративной решёткой и небольшим фонтаном, не закрывающими прекрасный вид на Эйфелеву башню.

### 29 Avenue Rapp, 7-й округ (1901)
Обширное использование глазурованного фаянса на фасаде Дома Лавиротта в 1901 году стало первым примером подобного рода на Западе. Кафельная плитка встроена в камень и кирпичи, что послужило хорошей рекламой для производства Александра Биго. Столь массовое применение декоративной плитки преследовало цель скрыть, задекорировать железобетонную конструкцию, возведение которых набирало в те годы популярность. Дом на 29 avenue Rapp также привлекает внимание экзотическим исполнением дверного проёма по проекту скульптора Жан-Батиста Ларрива, выполненной скульпторами Теобальдом-Жозефом Спорре, Фирмин-Маршелин Мишле и Альфредом Жаном Халу.

## Поздние работы (1904—1907)

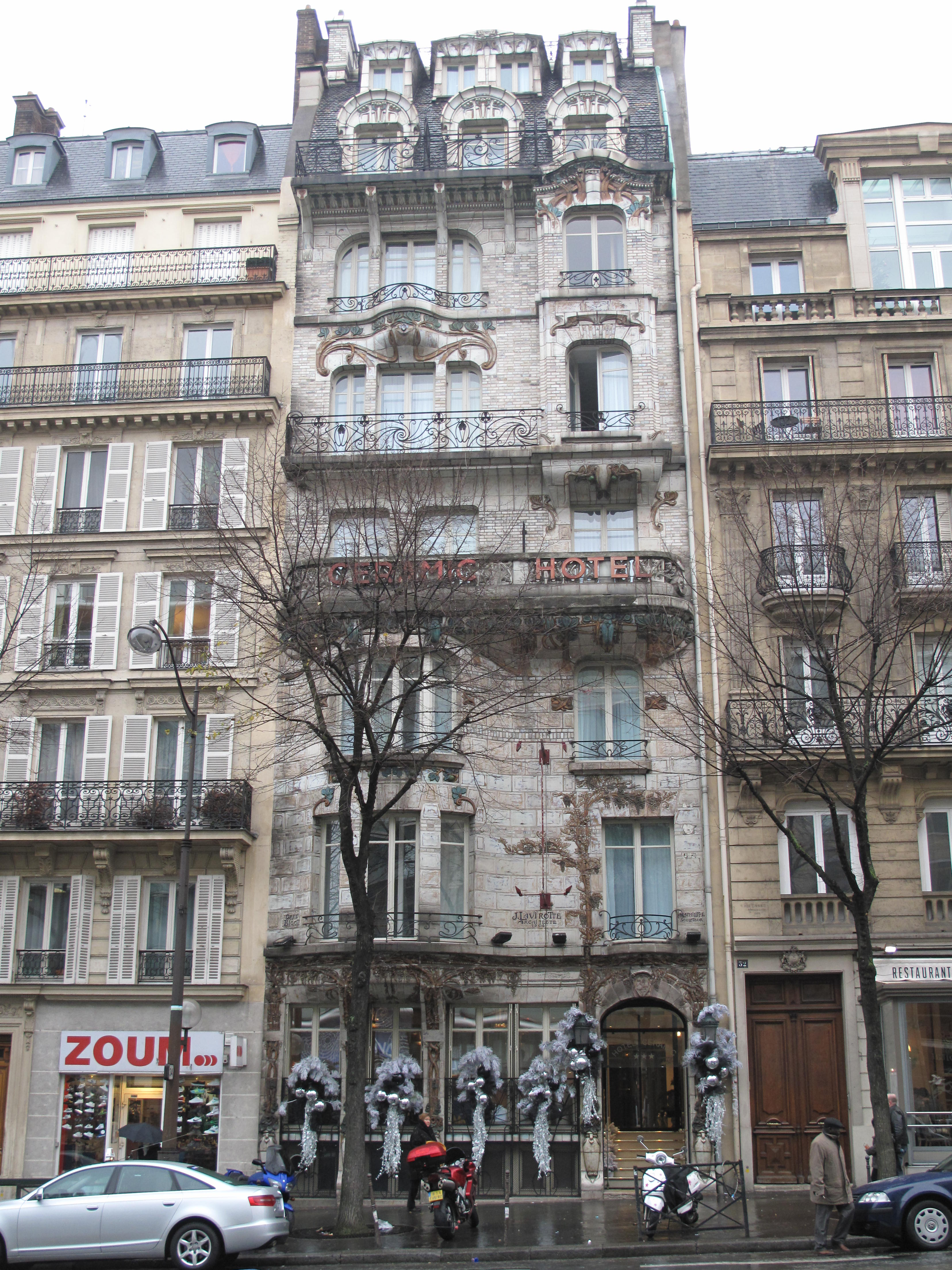
Керамический отель (1904)
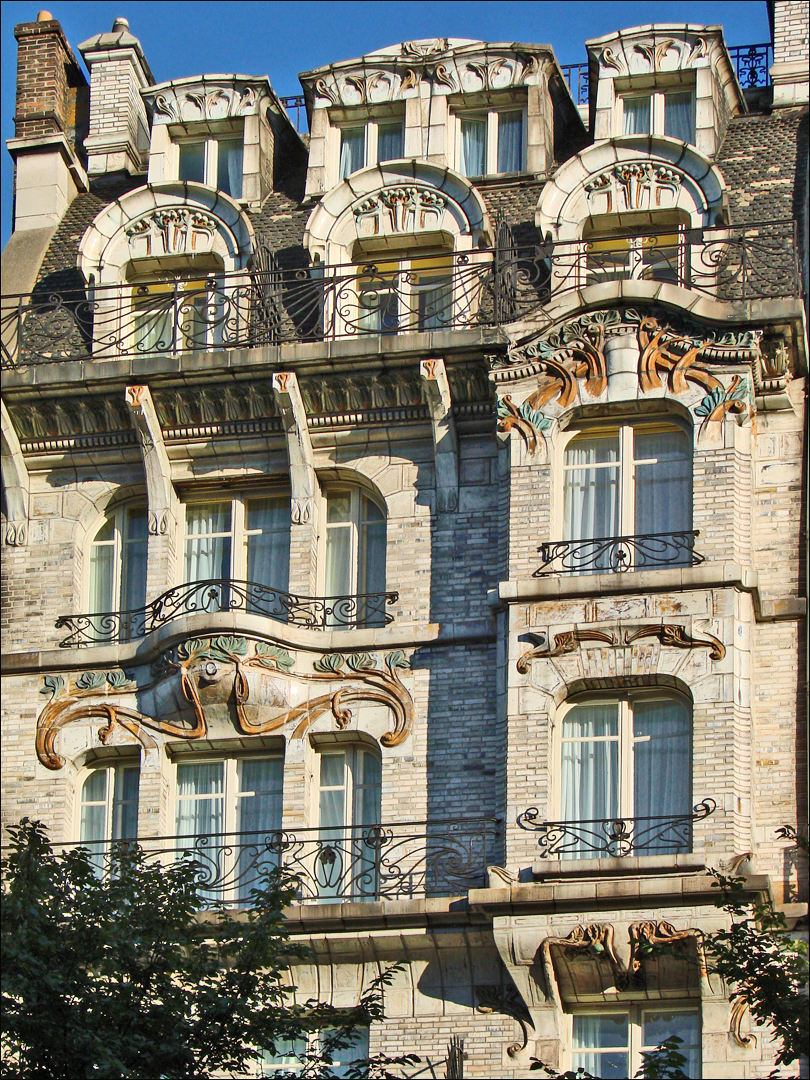
Керамический отель, верхние этажи
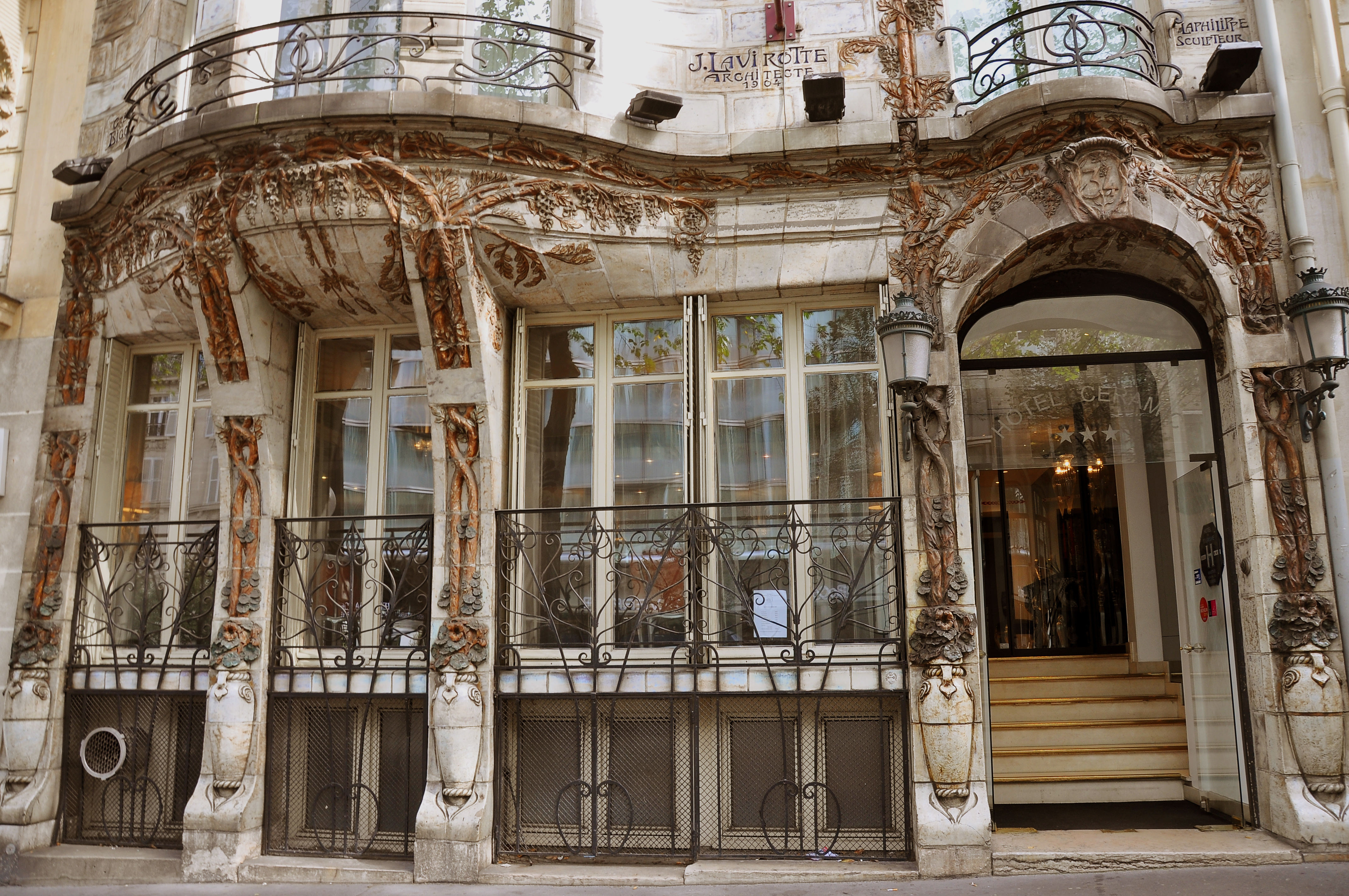
Первый этаж Керамического отеля
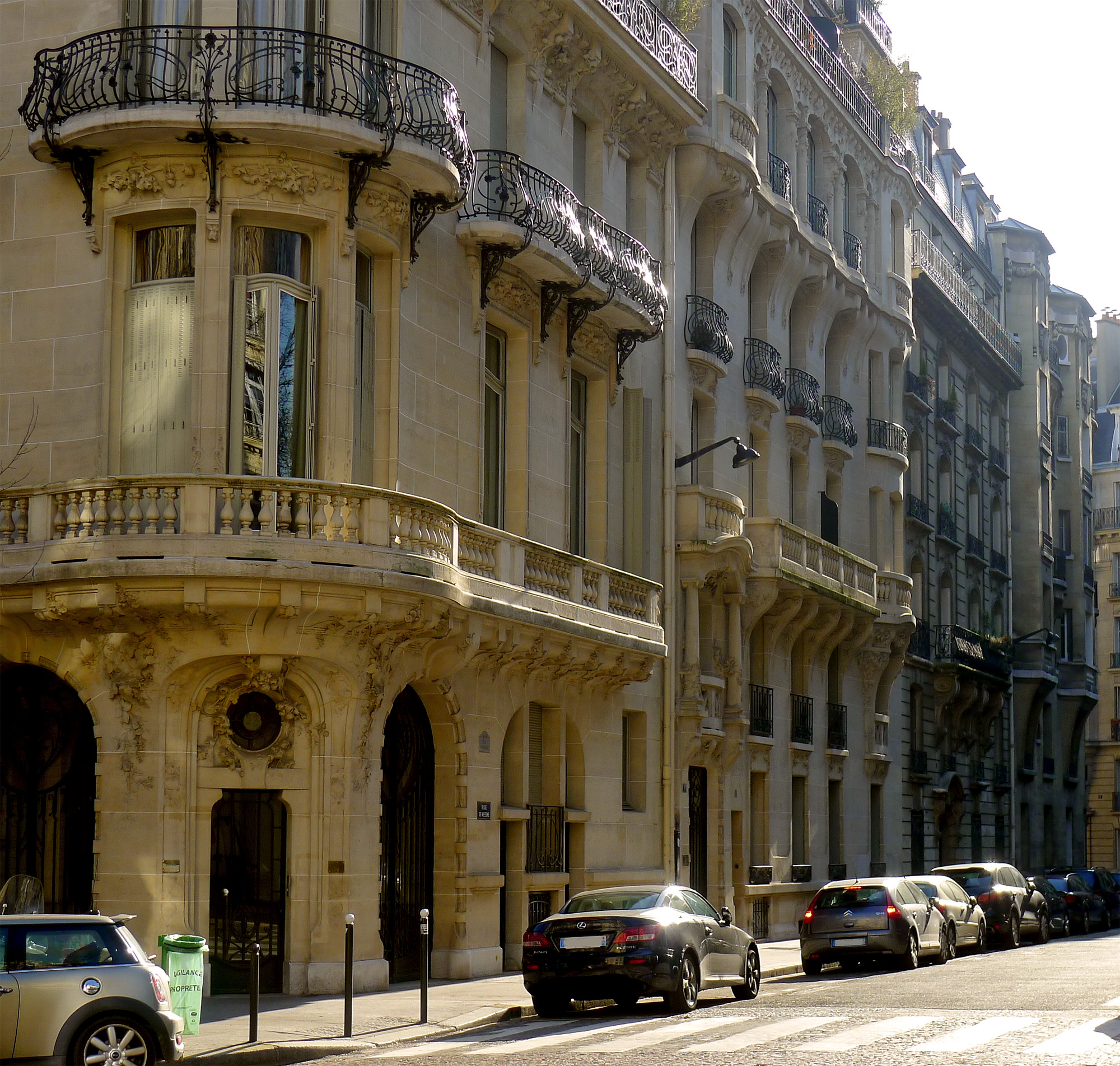
23 Avenue Messine (слева) и 6 rue Massine (справа) показывают более сдержанный стиль поздних работ Лавиротта (1906-07)

### Керамический отель на 34 avenue de Wagram в 8-м округе (1904)
Керамический отель на 34 avenue de Wagram в 8-м округе Парижа построен в 1904 году из железобетона, украшен керамической плиткой от фирмы Александра Биго. Скульптурное украшение в виде вьющихся растений по стенам первого этажа выполнено скульптором Камиллем Алафилиппом, обладателем главного Римской премии от Академии художеств. На городском конкурсе лучшего фасада в 1905 году отель заслужил первый приз. Первоначально он был maison meublée — домом с меблированными комнатами, но позже превратился в отель (Elysée-Ceramic Hôtel), а ещё чуть погодя получил своё нынешнее название. Почти весь интерьер утрачен с преобразованием дома в отель, сохранились лишь некоторые детали, включая лестницу и витраж. Здание причислено к историческим памятникам архитектуры в 1964 году.

### 6 Rue de Messine и 23 Avenue de Messine в 8-м округе (1906—1907)
Два соседних здания на Avenue и rue Messine построены примерно в одно время и похожем стиле. Дом № 23 на углу Avenue de Messine и rue Messine был hôtel particulaire - частная резиденция в три этажа. Затем были пристроены четвёртый этаж и башенка. Этот дом стал победителем конкурса фасадов в 1907 году. Стиль обоих зданий более сдержан в сравнении с ранними работами Лавиротта, хотя там также встречается изобилие керамической плитки, кованые ограды балкона и цветочные скульптуры над входом. Скульптурным украшением на обоих зданиях занимался Леон Бине.

## Список зданий
- 151 Rue de Grenelle, 7-й округ (1898)
- 12 Rue Sedillot, 7-й округ (1899)
- 3 Square Rapp, 7-й округ (1899)
- 134 Rue de Grenelle, 7-й округ (1900)
- 29 Avenue Rapp, 7-й округ (1901)
- Замок в Шауа (Тунис, ок. 1904)
- Вилла в Шауа (Тунис, ок.1904)
- Реставрация церкви в Шауа (Тунис, ок.1904)
- Керамическая гостиница, 34 Avenue de Wagram, 8-й округ (1904)
- 169 Boulevard Lefebvre, 15-й округ (1906)
- 23 Avenue de Messine, 8-й округ (1906, позднее были пристроены верхние этажи, уничтожившие с садом Лавиротта на крыше)
- 6 Rue de Messine, 8-й округ (1907)
- 2 Rue Balzac, Франконвилль (ок.1907)